# Urs furnicar
Furnicarii sau urșii furnicari sunt mamifere placentare care trăiesc pe continentul american din sud-estul Mexicului și până în Argentina și Chile. Furnicarii aparțin ordinul Pilosa și includ două familii: Cyclopedidae și Myrmecophagidae.

## Descriere
Urșii furnicari au o lungime între 1,20-1,30 metri la care li se adaugă o coadă de 75–85 cm și au o greutate de până la 40 kg. Au corpul robust. Culoarea poate varia de la diferite tonuri de cenușiu și până la maro închis cu două dungi negre care pleacă din dreptul pieptului și se termină la baza cozii mărginite de o linie albă. Blana labelor, cozii și regiunilor costale este mai lungă . Față de alte animale membrele superioare sunt întoarse spre înapoi și sunt prevăzute cu gheare puternice de 4–6 cm. Limba are o lungime de 60 cm și este cilindrică, nu prezintă dinți și are un simț al mirosului foarte bine dezvoltat.

## Comportament
Furnicarii se hrănesc cu furnici și termite. Cu ajutorul ghearelor lungi și puternice pătrunde în mușuroaiele furnicilor și termitelor și cu limba lungă și lipicioasă capturează insectele. Sunt animale solitare, femele dau naștere unui singur pui în timpul primăverii sau al verii după o perioadă de gestație de 190 zile. După naștere puiul este cărat în spate de către femelă, puiul stând agățat cu ghearele de blana mamei astfel încât dungile negre ale celor doi să se suprapună obținându-se astfel camuflarea puiului și respectiv ocrotirea acestuia. La o săptămână după naștere puiului i se deschid ochii. 

## Dușmani
Principalii dușmani ai furnicarilor sunt oamenii care îi capturează pentru a le consuma carnea, a le folosi blana, pentru a-i folosi în circuri sau parcuri zoologice. De asemenea un număr important de furnicari sunt omorâți în accidente rutiere sau sunt atacați de câinii ucigași (domestici).

## Taxonomie
Familia Cyclopedidae
- Genul Palaeomyrmidon †
  - Palaeomyrmidon incomtus †
- Genul Cyclopes
  - Cyclopes didactylus

Familia Myrmecophagidae
- Genul Promyrmecophagus †
- Genul Protamandua †
- Genul Tamandua
  - Tamandua mexicana
  - Tamandua tetradactyla
- Genul Neotamandua †
  - Neotamandua borealis †
  - Neotamandua conspicua †
  - Neotamandua greslebini †
  - Neotamandua magna †
- Genul Myrmecophaga
  - Myrmecophaga tridactyla